# Cohors Apula
Die Cohors Apula [civium Romanorum] (deutsch die Kohorte aus Apulien [der römischen Bürger]) war eine römische Auxiliareinheit. Sie ist durch Inschriften, Arrians Werk Ἔκταξις κατὰ Ἀλάνοον und die Notitia dignitatum belegt. In der Notitia dignitatum wird sie als Cohors Apuleia civium Romanorum bezeichnet.

## Namensbestandteile
- Cohors: Die Kohorte war eine Infanterieeinheit der Auxiliartruppen in der römischen Armee.

- Apula oder Apuleia: aus Apulien. Die Soldaten der Kohorte wurden bei Aufstellung der Einheit auf dem Gebiet Apuliens rekrutiert.

- civium Romanorum: der römischen Bürger. Der Zusatz kommt in der Notitia dignitatum vor.[A 1]

Da es keine Hinweise auf die Namenszusätze milliaria (1000 Mann) und equitata (teilberitten) gibt, ist davon auszugehen, dass es sich um eine Cohors quingenaria peditata, eine reine Infanterie-Kohorte, handelt. Die Sollstärke der Einheit lag bei 480 Mann, bestehend aus 6 Centurien mit jeweils 80 Mann.

## Geschichte
Die Kohorte wurde im 1. Jhd. v. Chr. in Apulien aus römischen Bürgern aufgestellt. Sie wurde danach zu einem unbestimmten Zeitpunkt in den Osten des römischen Reiches verlegt, wo sie spätestens um 4 v. Chr. in Alexandria Troas in der Provinz Asia nachgewiesen ist. Möglicherweise hielt sich die Einheit im 1. Jhd. n. Chr. auch in Side in der Provinz Lycia et Pamphylia auf.
Zu einem unbestimmten Zeitpunkt wurde die Kohorte in die Provinz Cappadocia verlegt, wo sie Teil der Streitkräfte (siehe Römische Streitkräfte in Cappadocia) war, die Arrian für seinen Feldzug gegen die Alanen (Ἔκταξις κατὰ Ἀλάνοον) um 135 mobilisierte. Arrian erwähnt in seinem Bericht eine Einheit unter dem Kommando eines Secundinus, die er als οἱ Ἀπλανοὶ bezeichnet.
Letztmals erwähnt wird die Einheit in der Notitia dignitatum mit der Bezeichnung Cohors Apuleia civium Romanorum für den Standort Ysiporto. Sie war Teil der Truppen, die dem Oberkommando des Dux Armeniae unterstanden.

## Standorte
Standorte der Kohorte waren möglicherweise:
| - Alexandria Troas: Eine Inschrift wurde hier gefunden. - Side: Eine Inschrift wurde hier gefunden. | - Ysiporto: Die Einheit wird in der Notitia dignitatum für diesen Standort aufgeführt. |

## Angehörige der Kohorte
Folgende Angehörige der Kohorte sind bekannt.

### Kommandeure
| - Gaius Fabricius Tuscus, ein Präfekt | - Secundinus: er wird von Arrian als Kommandeur der Kohorte genannt. |

### Sonstige
- Lucius Salvius (AE 1966, 478)